# Dead of Summer
Dead of Summer é uma série de televisão americana de terror sobrenatural criada por Adam Horowitz, Edward Kitsis e Ian Goldberg para a Freeform. A série se passa na década de 1980 em Camp Stillwater, um acampamento de verão no centro-oeste. Em novembro de 2015, Freeform deu uma ordem direta para o começo da produção da série. A série estreou em 28 de junho de 2016. Dead of Summer é produzida pela ABC Signature e Kitsis/Horowitz. Adam Horowitz, Edward Kitsis e Ian Goldberg são escritores e produtores executivos da série. Steve Pearlman também serve como produtor executivo.
Em 8 de novembro de 2016, a série foi cancelada pela emissora Freeform.

## Sinopse
Situado no final de 1980, a escola está fechada para o verão, e uma estação ensolarada de estreias, acena os conselheiros em Camp Stillwater, um acampamento de verão no centro-oeste aparentemente idílica, incluindo primeiros amores, primeiros beijos e as primeiras mortes. A Escura mitologia antiga de Stillwater desperta, e o que era suposto ser um verão de diversão logo se transforma em um dos sustos inesquecíveis e mal em cada turno.

## Elenco e personagens

### Principal
- Elizabeth Mitchell como Deb Carpenter[5]
- Elizabeth Lail como Amy Hughes[5]
- Amber Coney como Carolina "Cricket" Diaz[6]
- Alberto Frezza como Garrett "Da Cidade" Sykes[7]
- Eli Goree como Joel Goodson[7]
- Mark Indelicato como Blair Ramos[8]
- Ronen Rubinstein como Alex Powell (nascido: Alexi Fayvinov)[8]
- Paulina Singer como Jessica "Jessie/Braces" Tyler[8]
- Zelda Williams como Drew Reeves (nascido: Andrea Dalton)[7]

### Recorrente
- Charles Mesure como Xerife Boyd Heelan / Professor[9]
- Tony Todd como Holyoke, o Homem Alto[10]
- Andrew J. West como Damon Crowley
- Donnie Cochrane como Parker
- Zachary Gordon como Jason "Blotter" Cohen[11]
- Janet Kidder como Sra. Sykes

### Convidado
- Dylan Neal como Keith Jones
- Alex Fernandez como Hector Diaz
- Sharon Leal como Renee Tyler
- Dan Payne como Jack Sykes

## Episódios
| N.º | Título                                                           | Dirigido por     | Escrito por                                 | Exibição original    | Audiência (milhões) |
| --- | ---------------------------------------------------------------- | ---------------- | ------------------------------------------- | -------------------- | ------------------- |
| 1 | "Patience" "(Paciência)"                                         | Adam Horowitz    | Edward Kitsis, Adam Horowitz e Ian Goldberg | 28 de junho de 2016  | 0.63                |
| Durante o verão de 1989, amigos de infância e monitores de acampamento chegam no acampamento três dias antes do lugar abrir as portas. É a primeira vez de Amy no acampamento e ela se vê como uma estranha. O zelador do acampamento é encontrado morto. Enquanto na floresta, Amy visita a cabine do zelador com Garrett. No entanto, Amy tem uma visão de fantasmas atacando ela momentos antes da cabine incendiar. Os dois escapam, mas Amy é atacada em seguida pelos fantasmas. Flashbacks mostram Amy chegando em uma nova escola e conhecendo sua parceira de laboratório, Margo, que não gosta dela. As duas acabaram se tornando melhores amigas e planejam ir para o acampamento Stillwater juntas. No entanto, enquanto as duas estão numa festa, a polícia aparece e elas fogem para o andar superior. Ao tentar fugir pela janela, Margo acaba pendurada no telhado, e Amy tenta ajudá-la, mas ela acaba escorregando e caindo para a morte. No presente, Amy vai nadar com o resto dos campistas no lago; todos assistem às filmagens juntos, que exibem uma figura fantasmagórica de pé atrás do rio, antes de a televisão desligar sozinha sem que eles saibam. |                                                                  |                  |                                             |                      |                     |
| 2 | "Barney Rubble Eyes" "(Os Olhos de Barney Rubble)"               | Ron Underwood    | Ian Goldberg                                | 5 de julho de 2016   | 0.49                |
| Campistas chegam no acampamento Stillwater. Um campista russo chamado Anton causa problemas para os monitores depois que ele desaparece. Flashbacks mostram a emigração de Alex da União Soviética para a América do Norte em 1997, e os eventos que o levaram a mudar seu nome de Alexei Savinov para Alex Powell. |                                                                  |                  |                                             |                      |                     |
| 3 | "Mix Tape" "(Fita de Música)"                                    | Mick Garris      | Edward Kitsis & Adam Horowitz               | 12 de julho de 2016  | 0.48                |
| Os conselheiros do acampamento têm uma noite de folga. Cricket tenta usar o ciúmes de Alex ciúmes para flertar com Damon, mas as coisas dão errado quando Damon tenta tirar vantagem de Cricket. Jessie tenta recriar seu romance com Garrett. Garrett desenterra a história do local do acampamento e do lago. Amy é atingida por um raio. Em flashback, Cricket flagra seu pai traindo sua mãe. |                                                                  |                  |                                             |                      |                     |
| 4 | "Modern Love" "(Amor Moderno)"                                   | Tara Nicole Weyr | Edward Kitsis & Adam Horowitz               | 19 de julho de 2016  | 0.46                |
| Drew retribui o sentimento de Blair por ele, mas as coisas saem do controle quando Blair descobre verdadeira identidade dele. Em flashback, a jovem Andrea identifica-se como um menino, mas ela não se dá bem com sua mãe, que a manda para uma psicóloga. Andrea troca seu nome para Drew e, eventualmente, sua mãe, relutantemente, aceita sua nova identidade, mas apenas por um curto período de tempo. |                                                                  |                  |                                             |                      |                     |
| 5 | "How to Stay Alive in the Woods" "(Como Ficar Vivo na Floresta)" | Norman Buckley   | Erin Maher & Kay Reindl                     | 26 de julho de 2016  | 0.35                |
| A tensão cresce no acampamento quando Deb planeja um acampamento durante a noite na floresta. No entanto, Joel, o cara carismático que sente atração por Deb, tem um lado negro na qual ele esconde. Joel tinha um irmão chamado Michael, mas ele cometeu suicídio na noite de um baile depois de afirmar que "o homem alto nunca o deixaria em paz". Agora, no acampamento, Joel começa a ver "o homem alto" na mata o mandando matar Amy ou alguém irá morrer. Joel fica paranóico ao lembrar de seu passado e tenta proteger Amy e todos os outros no acampamento. Enquanto isso, Cricket decide se encontrar com Alex quando ele começa a perceber que ele têm sentimentos por ela e chama ela para sair para ver a lua de sangue. Eventualmente, Joel revela seu passado a todos e descobre que o homem alto é um homem chamado Holyoke. O episódio termina com Cricket morta por uma armadilha de urso após ser assustada por uma alguém usando uma máscara misteriosa. |                                                                  |                  |                                             |                      |                     |
| 6 | "The Dharma Bums" "(Os Dharma Bums)"                             | Michael Schultz  | Richard Hatem                               | 2 de agosto de 2016  | 0.53                |
| Todos ficam abalado com os últimos acontecimentos sombrios que ocorrem em Stillwater. Ao perceberem que não é mais possível ignorar o fato de que algo muito errado está acontecendo, alguns dos conselheiros decidem tomar medidas drásticas para obterem respostas. Também à procura de respostas, Garrett recebe uma dica do passado e percebe que ele pode estar no caminho certo. Enquanto isso, flashbacks apresentam o passado de Deb. |                                                                  |                  |                                             |                      |                     |
| 7 | "Townie" "(Da Cidade)"                                           | Mairzee Almas    | Ian Goldberg & Richard Hatem                | 9 de agosto de 2016  | 0.41                |
| Quando os conselheiros e Garrett juntam as peças do que está acontecendo no acampamento Stillwater, Garrett sabe que algo têm que ser feito para parar isso. Com a ajuda de Deb e os conselheiros, ele arma um plano que pode acabar com os ataques antes que alguém se machuque... ou pior. Enquanto isso, flashbacks mostram o passado de Garrett Sykes. |                                                                  |                  |                                             |                      |                     |
| 8 | "The Devil Inside" "(O Diabo Interior)"                          | Mick Garris      | Richard Naing & Steven Canals               | 16 de agosto de 2016 | 0.47                |
| Quando Deb, Garrett e todos os conselheiros acreditam que conseguiram acabar com o que ocorreu em Stillwater, uma sensação de calma e paz finalmente chega ao acampamento. Mas com tantos acontecimentos, o verão pode realmente ser salvo? Jessie começa a ter visões de Cricket e Damon, ao tentar recuperar os ossos de Holyoke para jogá-los no lago. E Jessie e Joel descobrem a verdade sobre Holyoke em um "flashback" do verão de 1800. Enquanto isso, flashbacks mostram o passado de Jessie e como ela foi acusada de estar dirigindo sobre influência de álcool após ter sido "pega" em um acidente de carro. |                                                                  |                  |                                             |                      |                     |
| 9 | "Home Sweet Home" "(Lar, Doce Lar)"                              | Alrick Riley     | Ian Goldberg                                | 23 de agosto de 2016 | 0.36                |
| Jessie, Garrett e Alex realizam um exorcismo para tirar o demônio de Amy. Enquanto isso, Deb, Blair e Drew tentam tirar as crianças do acampamento e levá-las para casa no ônibus. Krissy, uma amiga de Margot Tate, chega ao acampamento Stillwater para avisar Deb e os conselheiros de um perigo, no entanto, Deb e Krissy são mortas por Amy, que revela ser responsável pelos assassinatos de Cricket, Jason, e o zelador do acampamento. Em flashbacks, é revelado que Amy, intencionalmente, soltou Margot quando ela estava pendurada no telhado. Ela também matou sua família após uma brincadeira feita por seu irmão. Também é revelado que Amy foi possuída pelo demônio desde que chegou no acampamento Stillwater. |                                                                  |                  |                                             |                      |                     |
| 10 | "She Talks to Angels" "(Ela Fala com Anjos)"                     | Steve Miner      | Edward Kitsis & Adam Horowitz               | 30 de agosto de 2016 | 0.43                |
| Amy revela seu verdadeiro eu para Alex, Garrett, e Jessie. Anton diz para Drew e Blair que eles deveriam voltar para o acampamento pois seus amigos precisam de ajuda. |                                                                  |                  |                                             |                      |                     |

## Produção

### Desenvolvimento
Dead of Summer foi anunciada em 18 de novembro de 2015, juntamente com o anúncio de que a ABC Family iria passar a se chamar Freeform em janeiro de 2016. A série reúne os criadores de Once Upon a Time, Edward Kitsis e Adam Horowitz, e também o escritor Ian B. Goldberg. Em fevereiro de 2016, foi anunciado que as estrelas de Lost e Once Upon a Time, Elizabeth Mitchell e Elizabeth Lail, seriam a atração principal da série. Em abril de 2016, a Freeform anunciou que a série iria estrear em 28 de junho de 2016.
Em 8 de novembro de 2016, a série foi cancelada pela emissora Freeform.

### Filmagens
A série começou a ser filmada em 21 de março de 2016, em Vancouver, Colúmbia Britânica, no Canadá. Horowitz dirigiu o primeiro episódio da série, sendo seu segundo episódio de televisão como diretor (sendo o primeiro o décimo terceiro episódio da quarta temporada de Once Upon a Time, "Unforgiven").

## Recepção
Dead of Summer recebeu críticas mistas dos críticos de televisão. A avaliação do site Rotten Tomatoes reportou um índice de aprovação de 50%, com uma média de 5.6 de 10, com base em 13 comentários. Os críticos do site disseram que "Dead of Summer define um palco assustador e perfeito para um creepfest, mas sua falta de sustos reais acrescenta-se a uma experiência completamente abaixo do esperado".
Molly Freeman, do ScreenRant, deu a série uma revisão positiva, afirmando que: "Enquanto a premissa de Dead of Summer soa familiar a qualquer fã de filme de terror, a série terá benefícios de não ser diretamente ligado a uma franquia de horror existente, uma vez que não irá sofrer por ser comparado com os filmes de terror amados por gerações". Sonia Saraiya, da Variety, também escreveu um comentário positivo: "Dead of Summer contribui para uma hora que nunca se torna monótona no mínimo, ao escapar dos dias de cão do verão para dentro de um lugar com ar-condicionado, há muita diversão para se ter ao assistir a série".
Alex McGown, do The A.V. Club, deu ao primeiro episódio uma classificação de nota C, afirmando que "sua história é tão desajeitada e os personagens são tão "fora d'água", que a série só consegue assustar adolescentes vulneráveis". Dan Fienberg, do The Hollywood Reporter, deu uma avaliação mais negativa: "Dead of Summer é involuntariamente ruim, pois conta com uma mistura de gêneros, estruturas e personagens que talvez aspira a algo original e cai por fora".